# Dubrovačko promorje - Doli
Dubrovačko promorje - Doli este o arie protejată (sit de importanță comunitară — SCI) din Croația întinsă pe o suprafață de 6,89 ha, integral pe uscat.

## Localizare
Centrul sitului Dubrovačko promorje - Doli este situat la coordonatele 42°49′13″N 17°49′39″E / 42.820242°N 17.827404°E.

## Înființare
Situl Dubrovačko promorje - Doli a fost declarat sit de importanță comunitară în iulie 2013 pentru a proteja 1 specie de plante.

## Biodiversitate
Situată în ecoregiunea mediteraneană, aria protejată nu include niciun habitat protejat.
La baza desemnării sitului se află o specie protejată de  plante: Himantoglossum adriaticum.